# Юлдашево (Челябинская область)
Юлда́шево — деревня в Нязепетровском районе Челябинской области России. Входит в состав Кургинского сельского поселения.

## Этимология
Название деревни связано с мужскими именами тюркского происхождения Юлаш, Юлдыбай, Юлдаш, которые можно перевести как «спутник», «попутчик», поскольку юл — «дорога; путь», а окончания -аш, -ды, -даш — имяобразующие суффиксы. В случае Юлдыбай еще добавлялось бай — «богач; господин» (ставилось в имя новорожденного с пожеланием быть таким). По местным преданиям, это старейшее селение района, более 400 лет.

## География
Деревня находится на левом берегу реки Уфа, на расстоянии примерно 12 км к западу-юго-западу (WSW) от города Нязепетровск, административного центра района. Абсолютная высота — 279 м над уровнем моря.

### Часовой пояс
Деревня Юлдашево, как и вся Челябинская область, находится в часовой зоне МСК+2. Смещение применяемого времени относительно UTC составляет +5:00.

## Население
| 2002 | 2010 |
| ---- | ---- |
| 30   | ↘9   |

### Половой состав
По данным Всероссийской переписи, в 2010 году численность населения деревни составляла 9 человек (5 мужчин и 4 женщины).

## Улицы
Уличная сеть деревни состоит из двух улиц (ул. Кургинская и ул. Старая).